# Balice (gromada w powiecie buskim)
Balice – dawna gromada, czyli najmniejsza jednostka podziału terytorialnego Polskiej Rzeczypospolitej Ludowej w latach 1954–1972.
Gromady, z gromadzkimi radami narodowymi (GRN) jako organami władzy najniższego stopnia na wsi, funkcjonowały od reformy reorganizującej administrację wiejską przeprowadzonej jesienią 1954 do momentu ich zniesienia z dniem 1 stycznia 1973, tym samym wypierając organizację gminną w latach 1954–1972.
Gromadę Balice z siedzibą GRN we Balicach utworzono – jako jedną z 8759 gromad na obszarze Polski – w powiecie buskim w woj. kieleckim, na mocy uchwały nr 13a/54 WRN w Kielcach z dnia 29 września 1954. W skład jednostki weszły obszary dotychczasowych gromad Balice, Bugaj i Zawada ze zniesionej gminy Gnojno, Kostera ze zniesionej gminy Szaniec oraz Palonki ze zniesionej gminy Szczytniki w tymże powiecie. Dla gromady ustalono 17 członków gromadzkiej rady narodowej.
1 stycznia 1956 gromada weszła w skład nowo utworzonego powiatu chmielnickiego w tymże województwie.
31 grudnia 1959 do gromady Balice przyłączono wieś Służów oraz kolonie Służów Pierwszy i Służów Drugi ze zniesionej gromady Kotki w powiecie buskim
31 grudnia 1961 do gromady Balice przyłączono wsie Kotlice, Borzykowa i Suskrajowice oraz kolonie Lipna Górna, Słotwiny i Zasadcze, Odpadki, Kotlice, Jacentówka, Suskrajowice Kowalówka, Suskrajowice Bzie, Suskrajowice Dobra, Suskrajowice Stanisławów oraz przysiółek Borzykowska Wygoda ze zniesionej gromady Kotlice w tymże powiecie, po czym – w związku ze zlikwidowaniem powiatu chmielnickiego tegoż dnia – gromadę Balice włączono z powrotem do powiatu buskiego w tymże województwie.
Gromada przetrwała do końca 1972 roku, czyli do kolejnej reformy gminnej.